# 汪应洛
汪应洛（1930年5月21日—2023年7月11日），男，安徽泾县人，中国管理科学与管理工程专家，中国工程院院士。

## 生平
1955年哈尔滨工业大学研究生班毕业。2003年当选为中国工程院院士。